# Bloodflowerz
I Bloodflowerz erano un gruppo musicale gothic metal tedesco formatosi a Schwäbisch Hall nel 2000.
La band ha pubblicato tre album, due EP ed uno split album.

## Storia
Nel 2002 i Bloodflowerz pubblicano il loro album di debutto Diabolic Angel. Dopo tour di successo assieme a famose band come Anathema, Subway to Sally e Crematory e partecipazioni a festival come il M'era Luna e il Summer Breeze Open Air, i Bloodflowerz impressionarono i critici della Germania e dell'Europa.
Quasi un anno più tardi pubblicano il loro secondo album 7 Benedictions/7 Maledictions, fortemente recensito in tutto il mondo.
Nel 2006 la band ritorna con una nuova formazione, dopo aver cambiato pochi componenti, e pubblica il terzo album Dark Love Poems. Nel 2007 la band partecipa a molti festival di tutta Europa e firma un accordo di approvazione con la Pyramid Strings. Il 17 dicembre 2007 i Bloodflowerz annunciano, sul loro sito ufficiale, che il loro concerto del 26 dicembre sarà l'ultimo come band, ma i componenti resteranno attivi nella musica e non è esclusa una loro futura riunione.

## Discografia
- 2002 - Diabolic Angel (EP)
- 2002 - Diabolic Angel
- 2003 - Bloodflowerz/End of Green Special DJ Promo (Split)
- 2003 - 7 Benedictions/7 Maledictions
- 2006 - Damaged Promises (EP)
- 2006 - Dark Love Poems

## Formazione

### Ultima formazione
- Kirsten Zahn – voce
- Jogi Laser – chitarra (The Blue Season)
- Jan Beckamnn - basso (Fatered)
- Tim Schwarz – batteria

### Ex componenti
- Markus Visser - chitarra
- Nille Mahl - chitarra
- Jojo Schulz - basso e chitarra